# 慕高文
慕高文（Gouverneur Frank Mosher，1871年10月28日—1941年7月19日）是美国圣公会驻中国传教士（1896-1920）、菲律宾教区主教（1920-1941）。
1871年，慕高文出生于美国纽约史泰登岛的斯台普顿（Stapleton），就读于纽约州斯克内克塔迪的联合学院（ Union College），以及康涅狄格州米德尔敦的伯克利神学院（Berkeley Divinity School）。他是Psi Upsilon兄弟会成员。
1896年，25岁的慕高文和姐姐慕姑娘（Gertrude Mosher）一起受美国圣公会差会差遣，前往中国传教，1896年12月到达上海，服务于汉口救主堂。1898年4月，慕高文在汉口被郭斐蔚主教（Bishop F.R. Graves）按立为会长，同年其未婚妻范妮（Fanny Southard Stewart）来到上海，12月，他们在上海结婚。慕高文服务于新建成的上海爱文义路圣彼得堂（次年划入上海公共租界）。1900年5、6月间，慕高文提议在上海外围拓展传教工作，并乘船考察了上海周边13个城镇，选定当时尚无外国传教士无常驻的无锡，建立新的总堂。1901年，慕高文在宝山县吴淞镇租房设立圣雅各堂。同年9月，儿子约翰在上海出生。1902年，慕高文进驻无锡，任无锡圣公会会长，住进麦甘霖（Cameron F. McRae）在南门内槐树巷所租房屋，由李克乐医生（Dr. C. M. Lee）和聂高莱牧师（John W. Nichols）协助，1915年在南门内建造可容纳1000多人礼拜的无锡圣十字堂，又开办了普仁医院，辅仁中学则于1918年9月14日开学，慕高文为首任校长。
1919年，美国圣公会总会任命慕高文为圣公会菲律宾教区主教。慕高文离开无锡，于1920年2月25日，在上海狄思威路救主堂，举行主教祝圣典礼。1920年3月13日到达马尼拉。慕高文在菲律宾传教20年后，于1940年4月，退休返回美国，1941年7月19日在纽约去世，享年69岁。
慕师母著有慕高文传记《慕高文——中国牧师和菲律宾主教》（Gouverneur Frank Mosher, 1871-1941, missionary priest in China, 1896-1920, missionary bishop of the Philippine islands, 1920-1941）。
慕高文著有《美国圣公会在华的传教机构》（Institutions Connected with the American Church Mission in China; New York, 1914）。